# Mezno
Mezno (en allemand : Mesno) est une commune du district de Benešov, dans la région de Bohême-Centrale, en République tchèque. Sa population s'élevait à 366 habitants en 2020.

## Géographie
Mezno se trouve à 14 km au nord de Tábor, à 28 km au sud de Benešov et à 63 km au sud-sud-est de Prague.
La commune est limitée par Miličín au nord et au nord-est, par Nemyšl à l'est, par Sudoměřice u Tábora et Borotín au sud, et par Střezimíř et Červený Újezd à l'ouest.

## Histoire
La première mention écrite de la localité date de 1469.

## Administration
La commune se compose de cinq quartiers :
- Mezno
- Lažany
- Mitrovice
- Stupčice
- Vestec